# Сучок (река)
Сучо́к — река в России, протекает по Конаковскому району Тверской области. Впадает в Иваньковское водохранилище на реке Волге в 3010 км от её устья по правому берегу. Длина реки составляет 17 км, площадь водосборного бассейна — 58,3 км².

## Данные водного реестра
По данным государственного водного реестра России относится к Верхневолжскому бассейновому округу, водохозяйственный участок реки — Волга от города Тверь до Иваньковского гидроузла (Иваньковское водохранилище), речной подбассейн реки — бассейны притоков (Верхней) Волги до Рыбинского водохранилища. Речной бассейн реки — (Верхняя) Волга до Куйбышевского водохранилища (без бассейна Оки).
Код объекта в государственном водном реестре — 08010100712110000003005.